# Ostuferhafen
Der Ostuferhafen ist ein Fracht- und Fährhafen der Stadt Kiel an der Ostseite der Kieler Förde im Stadtteil Neumühlen-Dietrichsdorf. 

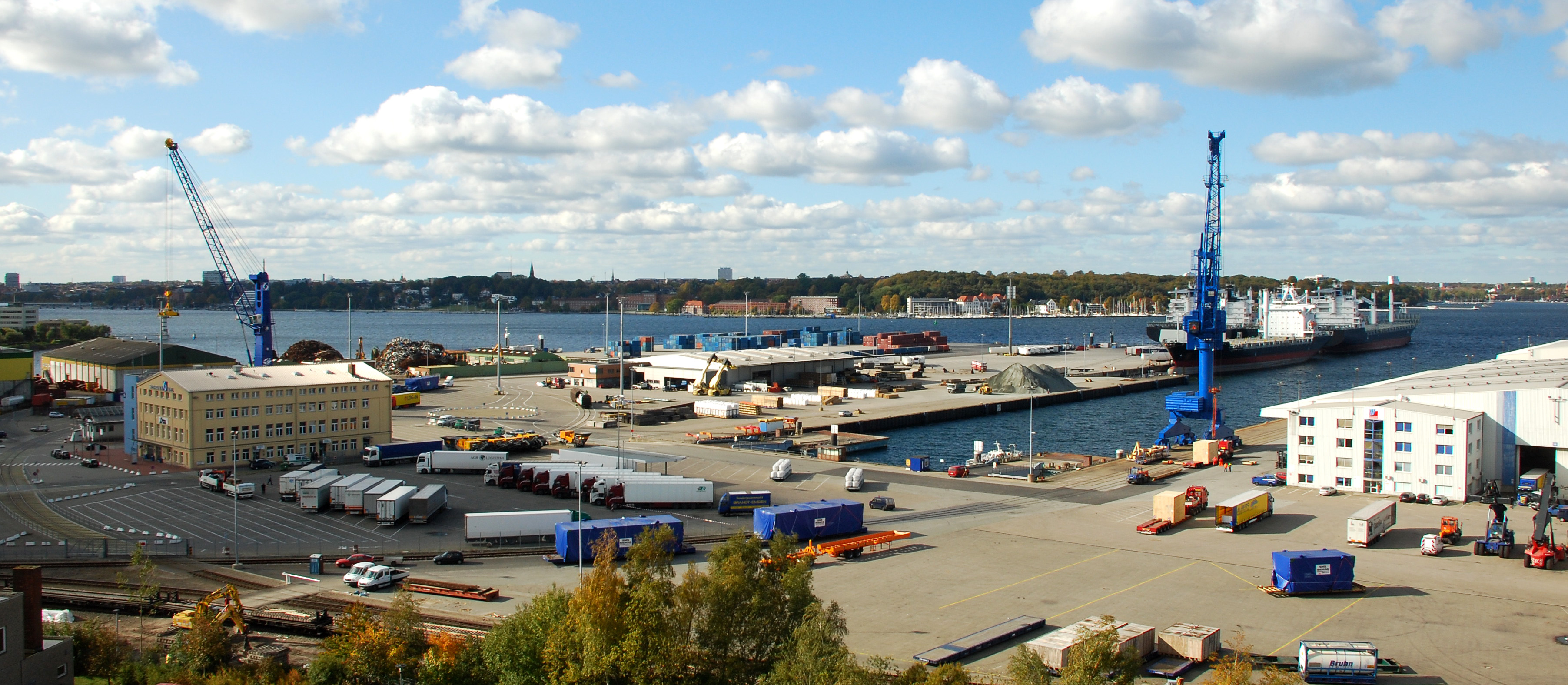
Ostuferhafen, Blick vom Hochhaus der FH Kiel

## Lage und Infrastruktur
Der Ostuferhafen liegt im Kieler Stadtteil Neumühlen-Dietrichsdorf.
Im Norden erweitert ein Industrieareal die Fläche des Ostuferhafens für hafen- und logistikaffine Gewerbeansiedlung. 
Der Ostuferhafen ist durch die Bahnstrecke Kiel-Oppendorf–Ostuferhafen direkt an das Schienennetz angebunden. 
Die Wasserschutzpolizei Kiel hat eine Außenstelle am Ostuferhafen.

## Nutzung

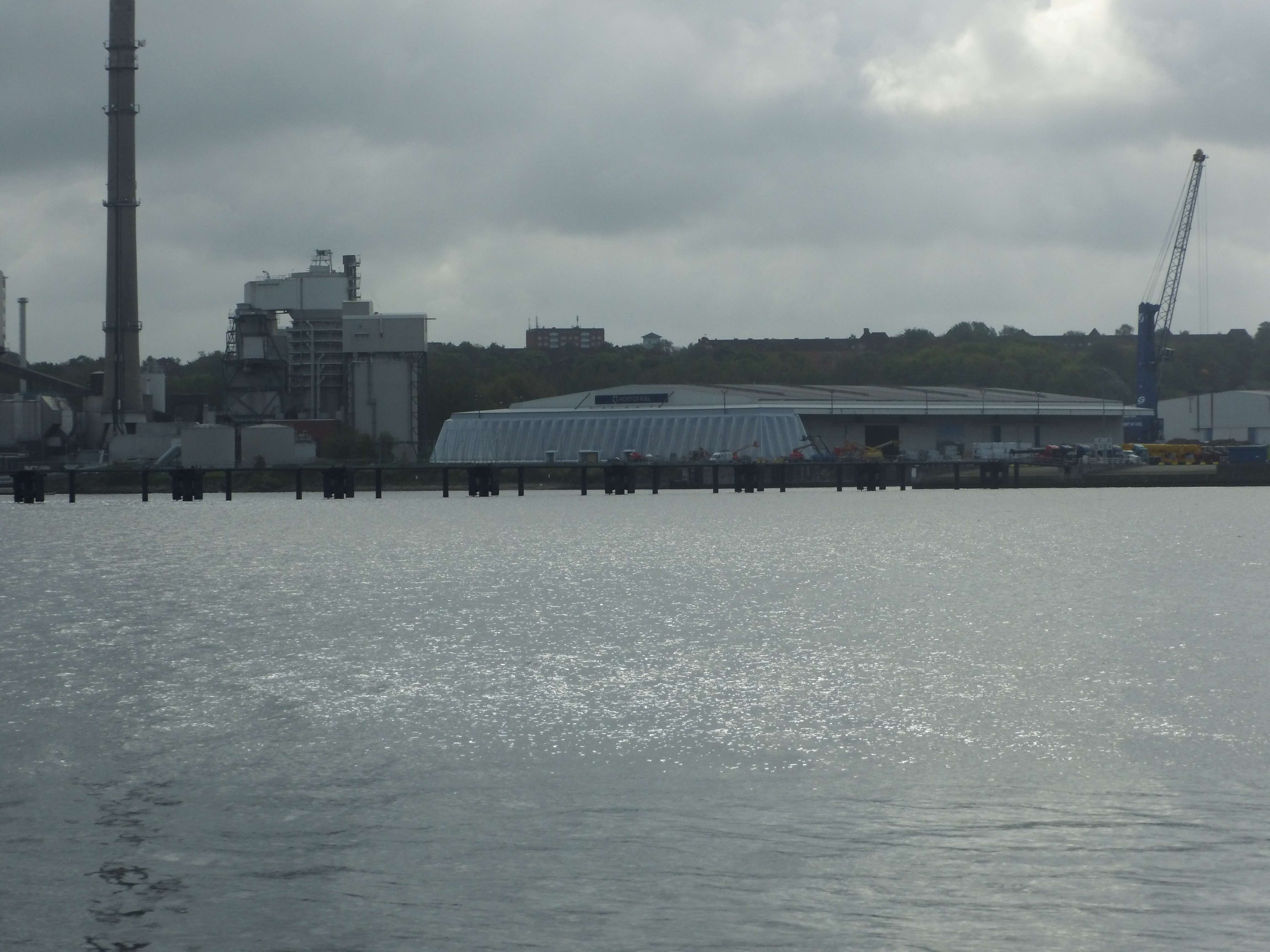
Die zum Kreuzfahrtterminal umgebaute ehemalige Lagerhalle

### Frachthafen
Der Ostuferhafen ist Kiels größter Frachthafen. Er wird von der Seehafen Kiel GmbH & Co. KG betrieben. Der Ostuferhafen hat elf Schiffsliegeplätze mit LoLo- und RoRo-Anlagen. Er hat ein KLV-Terminal (kombinierter Ladungsverkehr), das die Möglichkeit zum trimodalen Umschlag (dreigliedrige Transportkette) bietet sowie Freilagerflächen, diverse Lagerhallen und Servicegebäude bereithält. Das zentrale Gate ist Teil eines Hafenlogistik- und Informationssystems, das vor allem der Auftragsdurchführung und Stellplatzverwaltung dient. In Kiel sind die Fährverkehre nach Russland und in die baltischen Staaten im größten Hafenteil, also dem Ostuferhafen, konzentriert.
Im Ostuferhafen wurde 2004 ein Umschlag-Terminal für den kombinierten Ladungsverkehr Straße/Schiene errichtet, über den jährlich bis zu 22.000 Einheiten abgefertigt werden können. Der Logistikstandort verfügt über 25.000 m² Hallenflächen und ist mit Umschlagstechnik ausgerüstet.

### Kreuzfahrt-Terminal
Im Ostuferhafen befindet sich seit 2013 auch Kiels größter Liegeplatz für Kreuzfahrtschiffe (bis 400 m Länge). Der für die Abfertigung der Passagiere eingerichtete 110 m lange Pavillon wurde am 2. Juni 2014 eingeweiht. Der Seehafen Kiel investierte mithilfe des Landes Schleswig-Holstein rund 4,5 Mio. Euro in das Fährterminal. Aufgrund der schlechteren Lage für die Passagiere wurde der Liegeplatz im Ostuferhafen vorher nur genutzt, wenn die Liegeplätze am Ostseekai und Norwegenkai belegt waren. Für das Jahr 2015 waren 18 Anläufe von Kreuzfahrtschiffen im Ostuferhafen vorgesehen.

## Perspektive
Eine Norderweiterung unter Einbezug eines verfügbaren Industrieareals ist vorgesehen; zusätzliche Erweiterungen sind beabsichtigt.

## Daten
| Wassertiefe                             | 8,5–11,5 m              |
| Kailänge                                | 1.700 m                 |
| Gesamtfläche (inkl. Erweiterungsfläche) | 500.000 m²              |
| Lagerhallen                             | 73.800 m²               |
| Silos                                   | 120.000 t               |
| RoRo-Anleger                            | 7                       |
| Hafenmobilkran                          | 2 (bis 140 t Tragkraft) |
| Kran                                    | 1 (bis 45 t Tragkraft)  |
| Gleisanschluss                          | ja                      |
| KLV-Terminal                            | ja                      |
| Passagierabfertigungs-Bereiche          | ja                      |
| Wartebereiche                           | ja                      |
| ISPS-zertifiziert                       | ja                      |

## Geschichte
Im Jahr 1985 wurde der Ostuferhafen auf dem Gelände errichtet, das die Howaldtswerke-Deutsche Werft (HDW) zuvor aufgegeben hatten. Insbesondere das Unternehmen Cellpap trug hier zu einem erfolgreichen Start des Ostuferhafens bei; die Firma Cellpap war auf den skandinavischen Holz- und Papierhandel spezialisiert.
Auf dem ehemaligen HDW-Gelände befanden sich bis zum Jahr 2000 die zum Denkmal erklärten Reste des U-Boot-Bunkers Kilian. Im Zuge der Erweiterung vom Ostuferhafen wurden sie beseitigt.
Von 1992 bis 2002 stieg der Umschlag im Ostuferhafen von 100.000 auf knapp 1.000.000 Tonnen, was hauptsächlich auf die Fracht zu den baltischen Staaten und nach Russland beruht. Der Ostuferhafen wurde weiter ausgebaut.